# Piñel de Abajo
Piñel de Abajo település Spanyolországban, Valladolid tartományban. Piñel de Abajo Valbuena de Duero, Fombellida, Piñel de Arriba, Roturas és Pesquera de Duero községekkel határos. Lakosainak száma 163 fő (2024).

## Népesség
A település népessége az utóbbi években az alábbiak szerint változott:
| Lakosok száma | 218  | 194  | 192  | 192  | 198  | 195  | 183  | 161  | 152  | 163  |
|               | 2001 | 2004 | 2007 | 2009 | 2012 | 2014 | 2017 | 2019 | 2022 | 2024 |